# Bradophila pygmaea
Bradophila pygmaea is een eenoogkreeftjessoort uit de familie van de Bradophilidae. De wetenschappelijke naam van de soort is voor het eerst geldig gepubliceerd in 1878 door Levinsen.